# Broumovský výběžek
Broumovský výběžek (polsky cypel broumowski) či jednoslovně Broumovsko (polsky ziemia broumowska) je jeden ze sedmi velkých výběžků České republiky, nacházející se v Čechách na severovýchodě Královéhradeckého kraje a sousedící s Polskem, konkrétně s Dolnoslezským vojvodstvím. Na východě jej od zbytku mateřského území odděluje výčnělek Polské republiky, známý jako Kladsko. Na území výběžku se nachází Chráněná krajinná oblast Broumovsko.

## Příroda

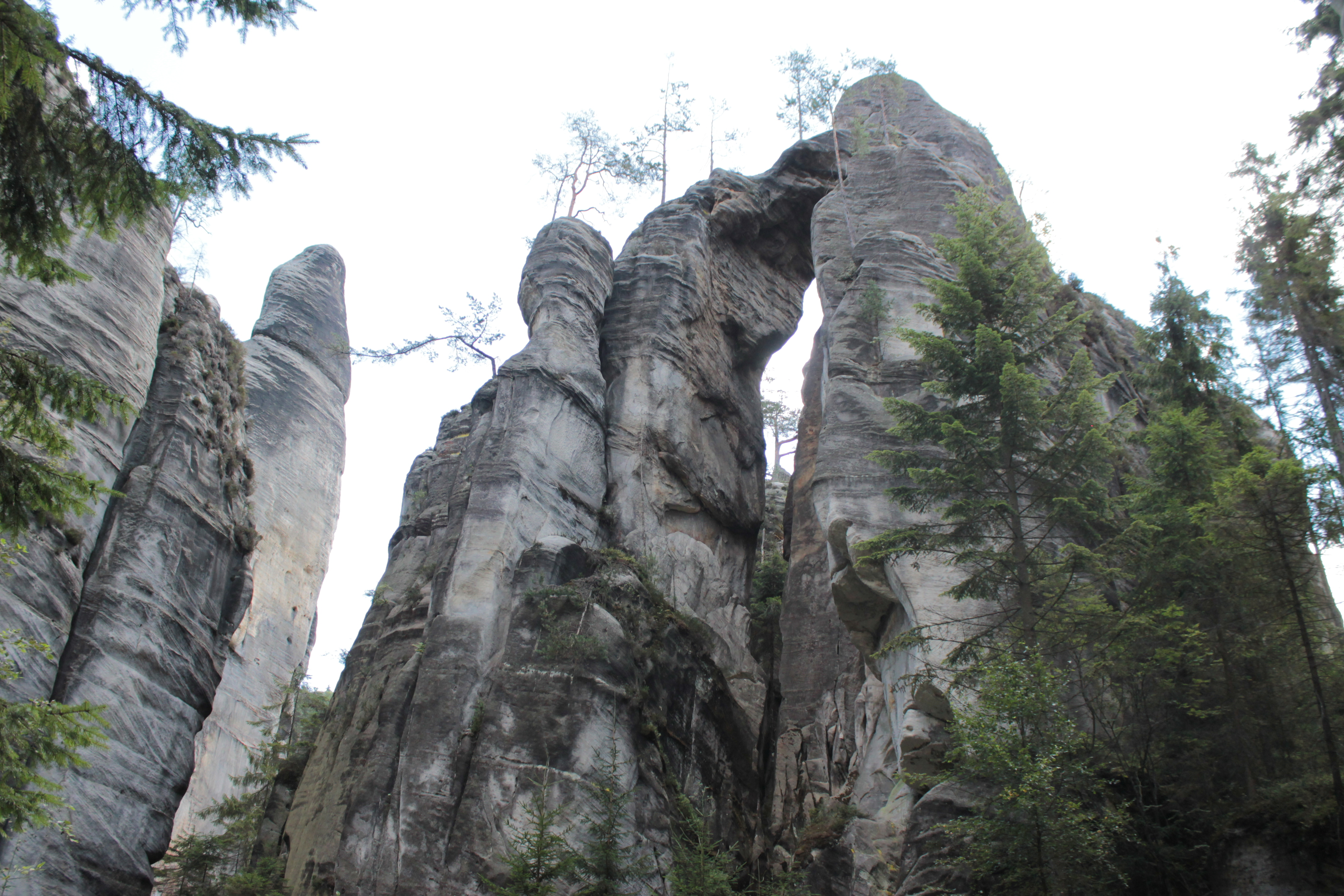
Skalní věže Adršpašsko-teplických skal

Takřka celá oblast je pokrytá územím CHKO Broumovsko. Typickým znakem této rezervace jsou skalní města, jmenovitě Adršpašsko-teplické skály, Broumovské stěny a Polické stěny. Dalším zajímavých geologickým útvarem jsou Stolové hory, sestávající např. z útvarů Malá a Velká Hejšovina.

Hlavní výběžky Česka

## Lokace a rozloha

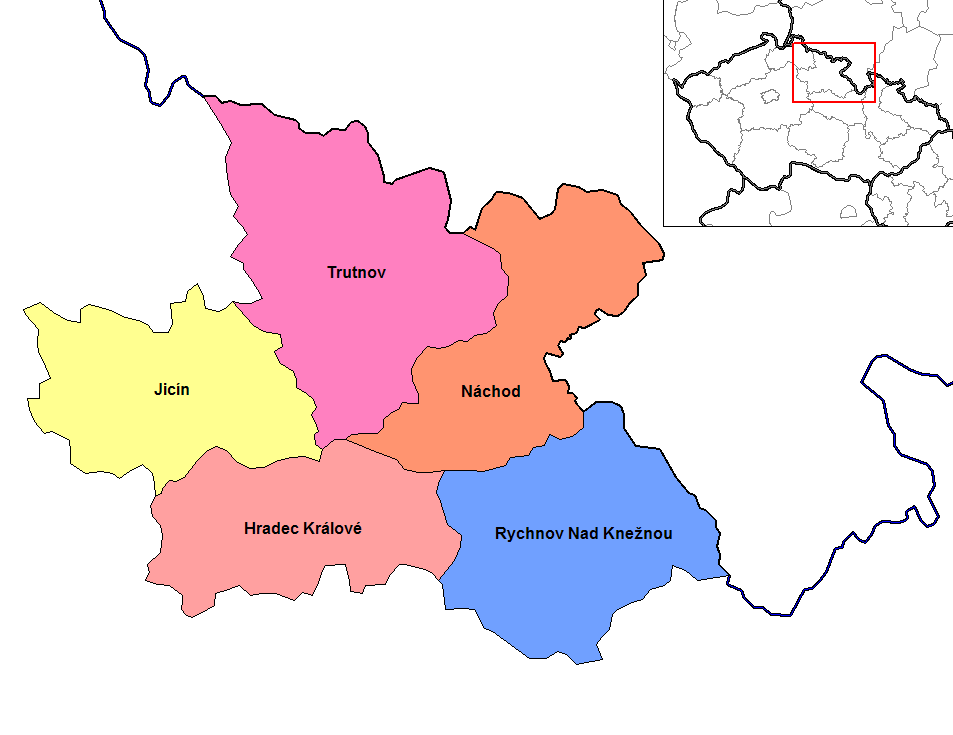
Okresy Královéhradeckého kraje

Výběžek se nachází v Čechách, na severovýchodě Královéhradeckého kraje. Na okresní úrovni není již jednoznačně zařaditelný, jeho území je rozpolcené mezi okresy Náchod (valná většina) a Trutnov (pouze obec Jívka). V celku to samé platí i v případě správních obvodů obcí s rozšířenou působností – v tomto případě je území rozděleno mezi SO ORP Náchod, SO ORP Broumov (obě spadající pod okres Náchod) a SO ORP Trutnov.
Rozloha CHKO Broumovsko je 430 km², což je tak i přibližná rozloha Broumovského výběžku.

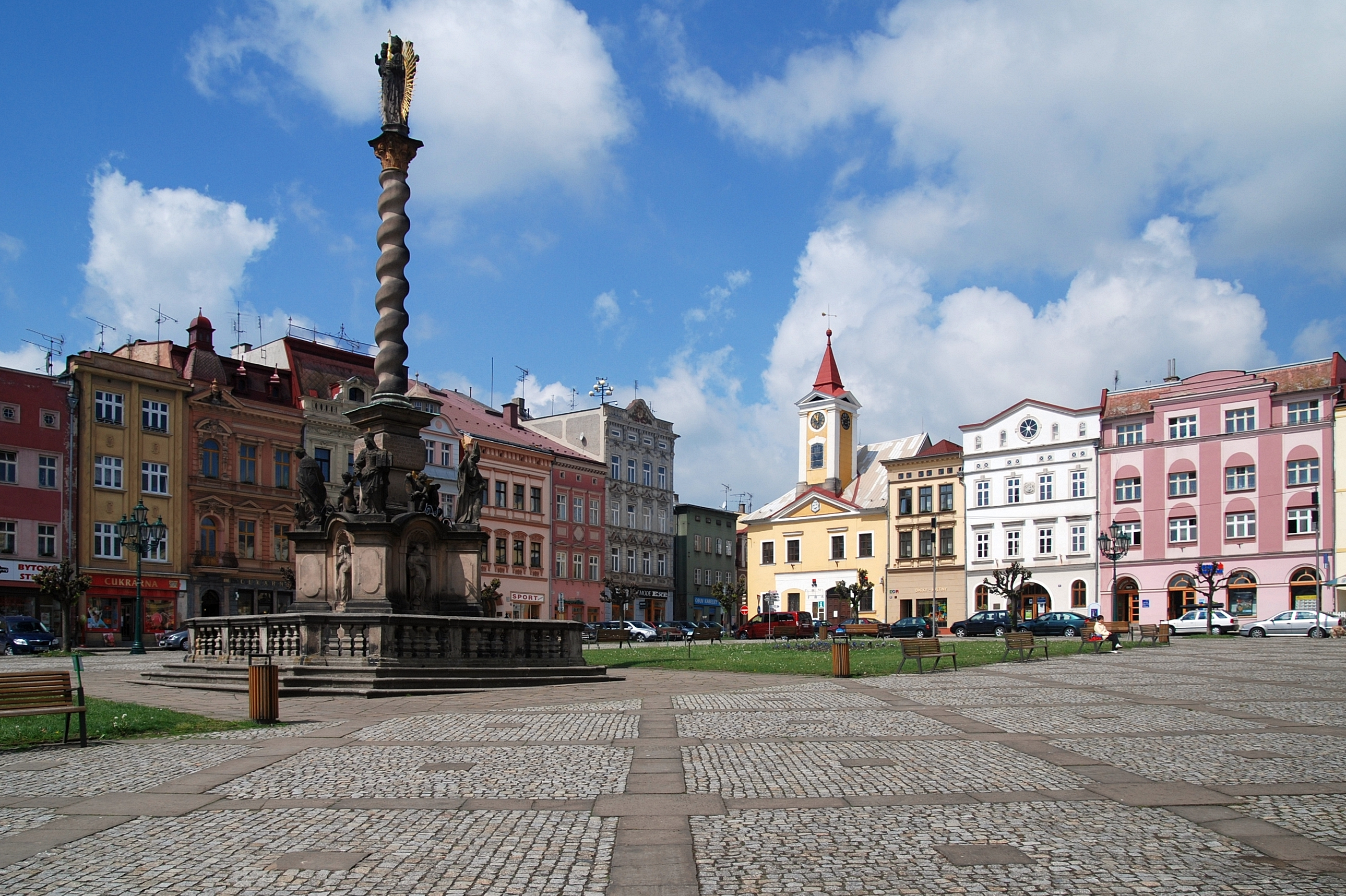
Mariánský sloup na Mírovém náměstí v Broumově

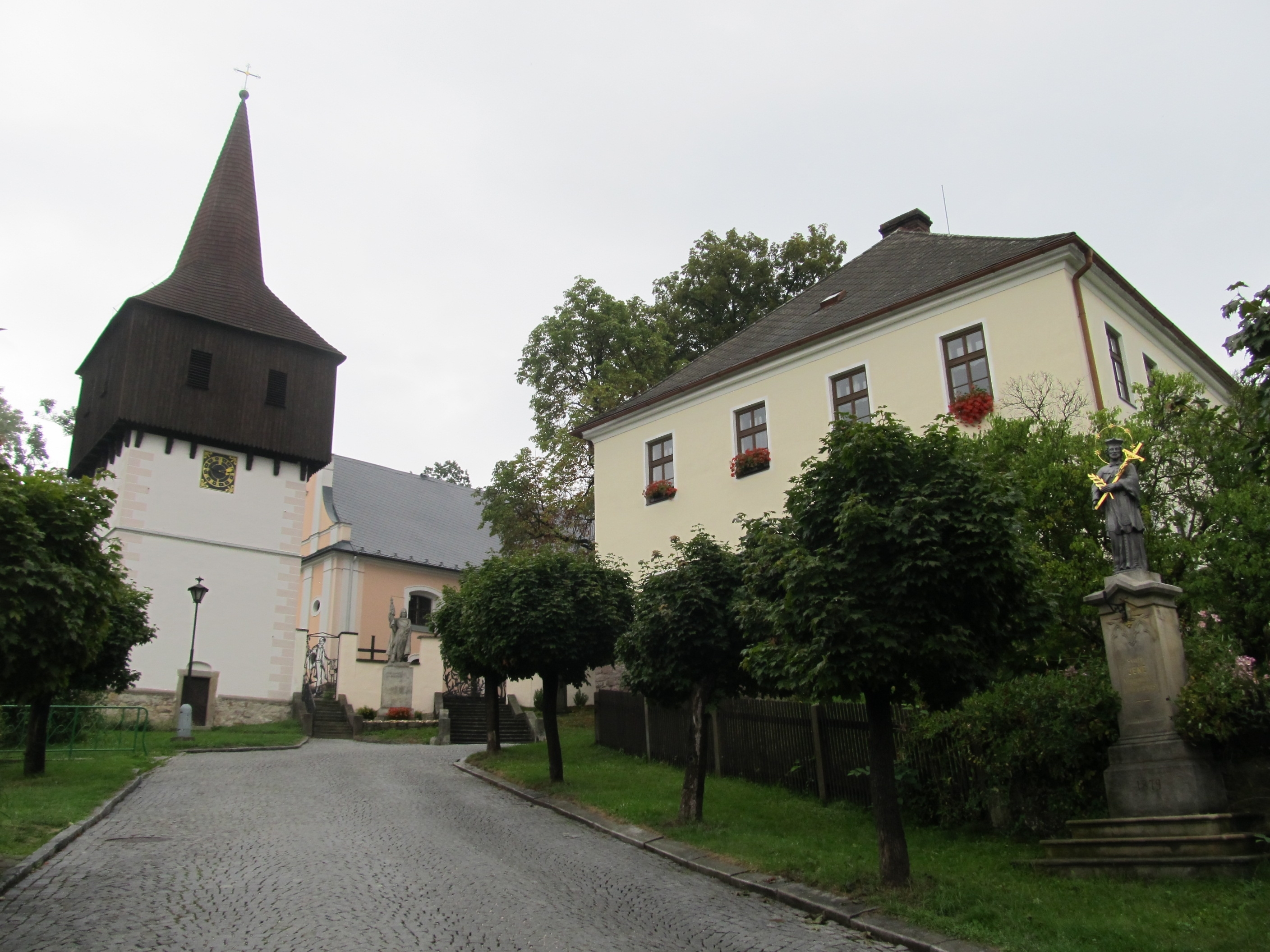
Kostel Všech svatých v Hronově se svou charakteristickou střechou

## Obce

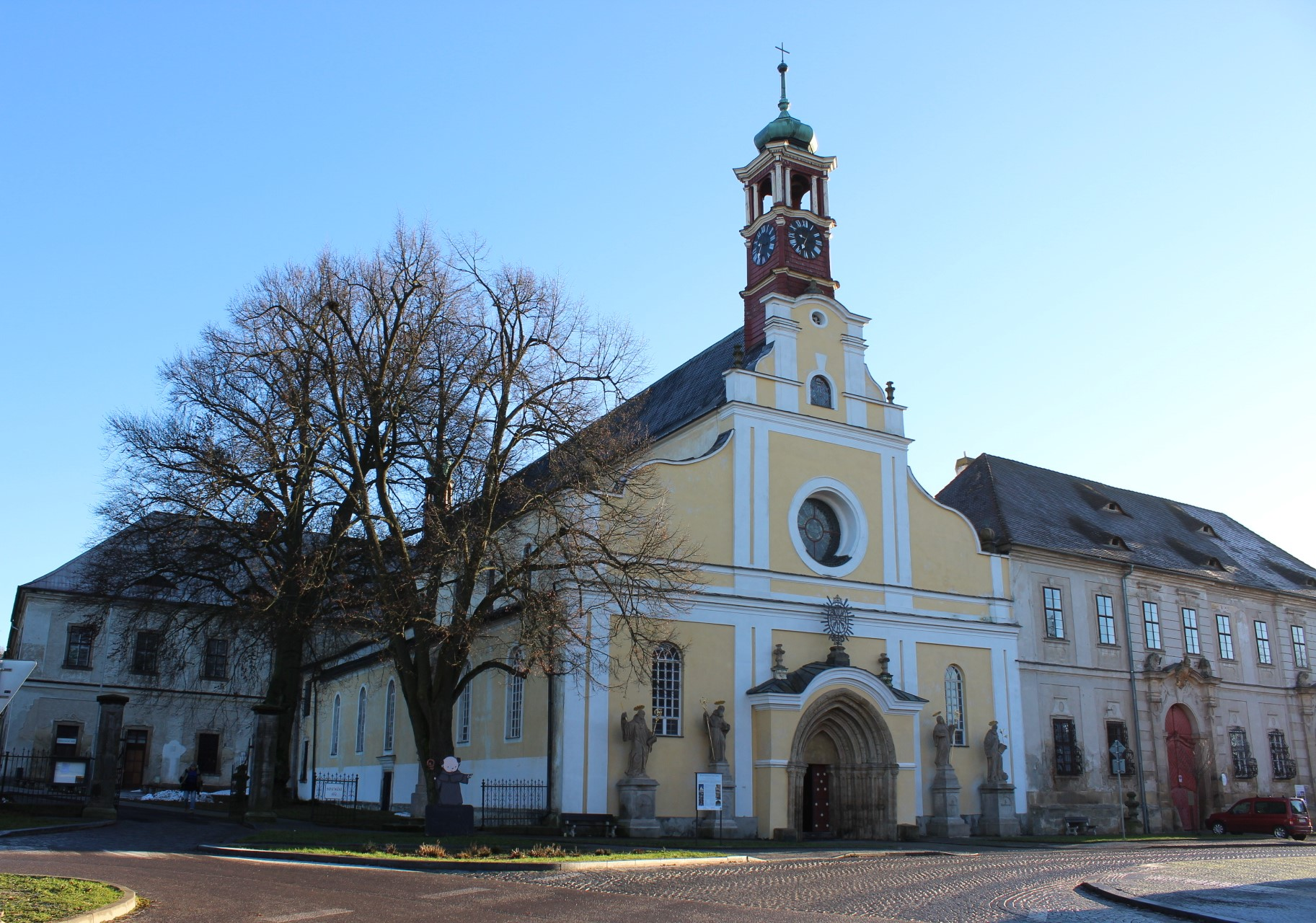
Barokní kostel Nanebevzetí Panny Marie v Policí nad Metují

Největším městem v oblasti je Broumov (7116 ob.), následovaný Hronovem (6096 ob.), Policí nad Metují (4150 ob.), Meziměstím (2333 ob.) a Teplicemi nad Metují (1713 ob.).
Definujeme-li výběžek jako území CHKO Broumovsko, bude sem většinou svého území zasahovat tyto obce: Adršpach, Božanov, Broumov, Bezděkov nad Metují, Česká Metuje, Hejtmánkovice, Heřmánkovice, Hronov, Hynčice, Jetřichov, Jívka, Křinice, Machov, Martínkovice, Meziměstí, Police nad Metují, Otovice, Stárkov, Suchý Důl, Šonov, Teplice nad Metují, Velké Petrovice, Vernéřovice, Vysoká Srbská, Žďár nad Metují a Žďárky, to je celkem 26 obcí.
Z optického hlediska sem lze zařadit i obec Velké Poříčí. Menší zajímavostí regionu je Malá Čermná, část obce Hronov. Tato malá vesnička o 134 obyvatelích tvoří v rámci výběžku vlastní malý výběžek, v němž se celé její území nachází.